# Тарлаулы (Аягозский район)
Тарлаулы (каз. Тарлаулы) — село в Аягозском районе Абайской области Казахстана. Административный центр Тарлаулинского сельского округа. Код КАТО — 633485100.

## Население
В 1999 году население села составляло 2577 человек (1403 мужчины и 1174 женщины). По данным переписи 2009 года, в селе проживало 1928 человек (988 мужчин и 940 женщин).